# Абрамовка (Владимирская область)
Абра́мовка — деревня в Кольчугинском районе Владимирской области России, входит в состав городского поселения Кольчугино.

## География
Деревня расположена на берегу Кольчугинского водохранилища (река Пекша) в 2 км на север от райцентра города Кольчугино.

## История
Деревня известна с начала XX века, в 1926 году в составе Кольчугинской волости Александровского уезда. В 1926 году в деревне числилось 7 дворов.
С 1929 года деревня входила в состав Марьинского сельсовета Кольчугинского района, с 1940 года — в составе Литвиновского сельсовета, с 2005 года — в составе городского поселения Кольчугино.

## Население
| 1926 | 2002 | 2010 | 2021 |
| ---- | ---- | ---- | ---- |
| 29   | ↘13  | ↗16  | ↗22  |